# Apomys gracilirostris
Apomys gracilirostris је врста глодара из породице мишева (лат. Muridae). 

## Распрострањење
Ареал врсте је ограничен на једну државу. Филипини су једино познато природно станиште врсте.

## Станиште
Станишта врсте су шуме и бамбусове шуме. 

## Угроженост
Подаци о распрострањености ове врсте су недовољни.